# Шиликша

Шиликша (Шаликша) — река в Шахунском и Уренском районах Нижегородской области России, правый приток Ваи. Длина реки составляет 20 км, площадь водосборного бассейна — 118 км².
Исток реки находится у деревни Петрово в 18 км к юго-западу от Шахуньи. В верхнем течении долина реки заселена, на реке стоят деревни Ильинки, Ермаки, Крупин, Малое Климово, Малое Песочное. В нижнем течении река входит в ненаселённый лесной массив. Впадает в Ваю у деревни Шиликша.

## Данные водного реестра
По данным государственного водного реестра России относится к Верхневолжскому бассейновому округу, водохозяйственный участок реки — Ветлуга от города Ветлуга и до устья, речной подбассейн реки — Волга от впадения Оки до Куйбышевского водохранилища (без бассейна Суры). Речной бассейн реки — (Верхняя) Волга до Куйбышевского водохранилища (без бассейна Оки).
По данным геоинформационной системы водохозяйственного районирования территории РФ, подготовленной Федеральным агентством водных ресурсов:
- Код водного объекта в государственном водном реестре — 08010400212110000043267
- Код по гидрологической изученности (ГИ) — 110004326
- Код бассейна — 08.01.04.002
- Номер тома по ГИ — 10
- Выпуск по ГИ — 0